# بروس جروبيلار
عبقرية الأصلي غريب الأطوار بين العصي، سيتم بروس غروبيلار أفضل لنتذكر بطولات عقوبة متهاد أرجل التي جمعت ليفربول في كأس أوروبا 1984 وألهم جيرزي دوديك لهذا الإنجاز نفسه في إسطنبول بعد 21 عاما.
عاد غير انتصار الأوروبي في روما، وهناك ليست سوى مسألة صغيرة من ه أخرى 626 عموميات التي تديرها ليفربول في مهنة منذ 14 عاما التألق والذي فرض نفسه واحدا من حراس الشياطين الحمر أكبر من أي وقت مضى، وكذلك الستة الأولى عناوين الانقسام، وثلاثة أكواب FA ثلاثة أكواب في الدوري.
تم إرغامها على Brucie من الغموض النسبي عندما بوب بيزلي وقعت عليه من فانكوفر وايتكابس ل £ 250،000 مارس 1981. في غضون بضعة أشهر، واجه مهمة لا يحسد عليها من يخطو إلى الأحذية راي كليمنس بعد ليفربول ثم غادرت NO.1 لتوتنهام.
ولكن ارتفع جنوب أفريقيا زيمبابوي المولد الدولية إلى مستوى التحدي وأثبت نفسه قريبا لتكون قادرة على استبدال كليم.
كان مقتربا من خمس سنوات بعد أول ظهور له في أغسطس 1981 عندما غاب غروبيلار مباراته القادمة - سلسلة رائعة من 310 مباريات متتالية حفظ هدف ليفربول.
على الرغم من بعض العروض غير منتظمة نحو بداية أول موسم له، أحضر تحول الزخم في النصف الثاني من حملة ليفربول الاتساق على حد سواء والحارس الجديد. في طريقهم إلى جمع لقب الدوري، كما فاز ليفربول على توتنهام كليمنس في فريق 3-1 في نهائي كأس الحليب.
ضمان العلامة التجارية الفريدة غروبيلار الثقة حب الظهور، وaltheticism لا يتزعزع احتفظ عقد من مكانه الفريق الأول في حين فاجان ودالجليش كانوا مسؤولين عن ليفربول. تولى بانتظام الوقت لفي الصوت قبالة المدافعين عنه عندما كان يعتقد معاييرها والانزلاق، وجيم Beglin تبين خلال إحدى خطبة عصماء قوية في المباراة النهائية لكأس الاتحاد الإنجليزي 1986 ضد ايفرتون.
وكان بروس قادرا على رؤية أي من التنافس على قميص NO.1 له حتى صراع لمدة عامين بينه وبين تجنيد جديدة ديفيد جيمس وقعت بين 1992-1994. كان الرجل الأصغر لإثبات الفائز في نهاية المطاف كما أصيب غروبيلار في الدقيقة الأخيرة من المباراة ما يمكن أن يكون تقريره النهائي مع ليفربول في المباراة التي خسرها 2-0 على ليدز في فبراير شباط 1994.
بعد أن ترك ليفربول لساوثامبتون، ممثلة بروس بليموث، بوري، لينكولن، مذرويل، وفيكتوريا المتحدة كيشام نورثويتش، فضلا عن محاولة يده في زيمبابوي وإدارة التدريب في جنوب أفريقيا.
الأندية الأخرى:
فانكوفر وايتكابس، كرو (قرض)، ستوك (قرض)، ساوثامبتون، بليموث، أكسفورد، شيفيلد الأربعاء، أولدهام، كيشام (هواة)، بوري، لينكولن، نورثيتش فيكتوريا (هواة)

## وصلات خارجية
- بروس جروبيلار على موقع IMDb (الإنجليزية)
- بروس جروبيلار على موقع الاتحاد الأوربي (الإنجليزية)
- بروس جروبيلار على موقع قاعدة بيانات كرة القدم.إي يو (الإنجليزية)
- بروس جروبيلار على موقع ليكيب (الفرنسية)
- بروس جروبيلار على موقع ناشيونال فوتبول تيمز (الإنجليزية)
- بروس جروبيلار على موقع Soccerbase.com (لاعب) (الإنجليزية)
- بروس جروبيلار على موقع عالم كرة القدم.نت (الإنجليزية)